# 传呼电话
传呼电话是20世紀50年代世紀至21世紀初中華人民共和國上海市流行的一種帶人工呼叫功能的公用電話，由於當時家用電話不普及，公用電話接聽點工作人員接聽電話後會通過人工或喇叭呼叫附近的居民接聽電話，或者記下來電號碼再呼叫接聽者回電，或直接將來電者的內容傳達給接聽對象。而接聽者除了要付電話費，還要付傳呼費。传呼电话常設於居委會、煙紙店和电话亭，是當時上海市民最主要的通信工具。

## 歷史
1952年10月1日，上海电信局在上海市中心区和浦东、真如、吴淞、大场、江湾、南市、龙华等區开办传呼电话。同年12月1日，軍管上海电话公司在苏州河以南的普陀區和江宁區开办传呼电话。當時規定传呼电话的传呼时间為半小时以内，傳呼距離不超过500米。截至1954年10月，上海已開設1600多个传呼电话站。同年12月，第一本《传呼公用电话簿》出版，放置在每个传呼电话站。早期传呼电话多開設於煙紙店。20世纪70年代后，居委会開始承担传呼电话業務。截至1985年，上海1000多个里弄居委會委共有3257个传呼电话站，相關從業人員有1万余人。
20世纪90年代，寻呼机、家庭电话、投币电话和大哥大的普及衝擊传呼电话的業務。而隨著21世紀10年代智能手機的普及，傳呼電話更是無人問津。上海預計於2020年关停全部传呼电话。